# Krásnohorské Podhradie
Krásnohorské Podhradie és un poble i municipi d'Eslovàquia. Es troba a la regió de Košice, a l'est del país.

## Història
La primera referència escrita de la vila data del 1322.

## Demografia
| Godina             | 1994 | 2004    | 2014   | 2024   |
| ------------------ | ---- | ------- | ------ | ------ |
| Nombre de persones | 2068 | 2476    | 2634   | 2832   |
| Diferència         |      | +19,72% | +6,38% | +7,51% |

| Godina             | 2023 | 2024   |
| ------------------ | ---- | ------ |
| Nombre de persones | 2822 | 2832   |
| Diferència         |      | +0,35% |